# Cape Fear (película de 1962)
Cape Fear (en España, El cabo del miedo y El cabo del terror;  en Venezuela, Cabo de miedo) es una película estadounidense de 1962 del género de suspense, con guion de James R. Webb basado en la novela de 1957 The Executioners, escrita por John D. MacDonald. 
La película fue dirigida por J. Lee Thompson, y contó con la actuación de Gregory Peck, Robert Mitchum, Polly Bergen, Lori Martin, Telly Savalas y Martin Balsam.

## Argumento
Tras ocho años de condena en prisión acusado de agresión sexual, Max Cady (Robert Mitchum) es puesto en libertad. Pronto seguirá la pista de Sam Bowden (Gregory Peck), un abogado que testificó en su contra, siendo así el responsable de la condena de Cady. 
Cady comienza a acechar y amenazar sutilmente a la familia Bowden. Sam acude al jefe de policía Mark Dutton (Martin Balsam), pero no puede culpar a Cady ya que los delitos que él comete apenas se califican como menores.
Bowden contrata entonces a Charlie Sievers (Telly Savalas), un detective privado. Mientras, Max Cady seduce y luego ataca brutalmente a una joven mujer llamada Diane Taylor (Barrie Chase), sin embargo ella se niega a declarar ante la ley. Bowden contrata a tres matones para golpear a Cady y persuadirlo a abandonar la ciudad, pero el plan fracasa cuando Cady obtiene victoria ante los tres. Es entonces cuando el inteligente Cady contrata a un abogado para acusar a Sam del ataque de los tres hombres.
Sam, temiendo por su esposa Peggy (Polly Bergen) y su hija de 14 años Nancy (Lori Martin), las lleva a su casa flotante en Cape Fear, en donde se desatará un final impactante con una violenta riña entre los dos hombres.

## Reparto
- Gregory Peck como Sam Bowden
- Robert Mitchum como Max Cady
- Polly Bergen como Peggy Bowden
- Lori Martin como Nancy Bowden
- Martin Balsam como Mark Dutton
- Jack Kruschen como Dave Grafton
- Telly Savalas como Charles Sievers
- Barrie Chase como Diane Taylor
- Paul Comi como George Garner
- Will Wright como Dr. Pearsall
- Edward Platt como el juez

## Producción
Gregory Peck tenía su propia productora cinematográfica, Melville Productions, en sociedad con Syd Bartlett. Compraron los derechos de la novela The Executioners y planearon comenzar el rodaje tras terminar Los cañones de Navarone. Peck quedó impresionado con el trabajo de J. Lee Thompson en esta película y lo contrató para Cape Fear. Rod Steiger quería interpretar a Max Cady, pero se echó atrás cuando supo que Mitchum estaba interesado. Telly Savalas también audicionó para el papel, pero acabó interpretando al detective Charlie Sievers. Thompson quería a Hayley Mills para el papel de la hija, pero no estaba disponible. Polly Bergen firmó el contrato en diciembre de 1960 y fue su primera película en ocho años.
Thompson siempre quiso rodar en blanco y negro y, como fan de Alfred Hitchcock, incluir elementos claramente hitchcockianos, como ángulos inusuales, primeros planos, una partitura musical inquietante y sugerencias sutiles en lugar de violencia gráfica de lo que Cady planea. Las escenas al aire libre se rodaron en Savannah, Georgia; Stockton, California y el terreno de Universal City de los estudios Universal. Mitchum tenía en la vida real una aversión hacia Savannah, donde siendo adolescente había sido acusado de vagancia y encarcelado. Ello dio lugar a que varias escenas se rodaran en Stockton, incluyendo el enfrentamiento final en la casa flotante.
La escena en que el personaje de Mitchum ataca al de Polly Bergen en la cocina de la casa flotante fue casi totalmente improvisada. Antes de comenzar a filmar la escena, Bergen de repente le dijo a uno de los miembros del equipo: "¡Tráeme un plato de huevos!" El momento en que Mitchum los coge y los aplasta ante ella no estaba escrito y las reacciones de Bergen fueron reales. Mitchum también se cortó la mano pero continuó sin inmutarse, teniendo que ser físicamente detenidos al terminar la escena. Lori Martin también se sintió realmente intimidada por Mitchum en la escena en que la atrapa en su habitación, y tiempo después dijo haberse sentido perturbada durante semanas.

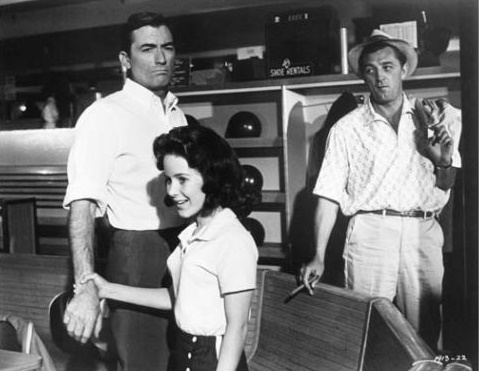
Peck, Martin y Mitchum en una foto promocional de la película.

## Censura y recepción
La censura impuso en el guion que en ningún momento se pronunciara la palabra "violación" y que, como en la novela original, Cady fuera un soldado sometido a consejo de guerra por la brutal violación de una muchacha de 14 años, considerando que daría una imagen negativa del personal militar estadounidense. La película recibió buenas críticas pero cautelosas al ser muy fuerte para la época. Por primera vez, se mostraba a un recto y honesto ciudadano acosado por un delincuente que para ello se aprovechaba de los vacíos y recovecos del sistema legal, así como la amenaza de una agresión sexual sobre una menor de tan solo 14 años. En Reino Unido fue estrenada con varias escenas eliminadas por la censura británica.

## Adaptación
El director Martin Scorsese realizó en 1991 una adaptación con el mismo título, protagonizada por Robert De Niro como Max Cady, Nick Nolte como Sam Bowden, Jessica Lange como Leigh Bowden y Juliette Lewis como la adolescente Danielle Bowden. Robert Mitchum, Gregory Peck y Martin Balsam aparecieron nuevamente en la adaptación, aunque en papeles menores.